# 傑克·史崔爾
傑克·史黛西·史崔爾（英語：Jacob Stacey Schreier，1981年—）是一名美國導演。他是布魯克林區電影製作團體韋弗利電影的創始成員之一，並於2006年加入Park Pictures，2012年推出首部劇情長片《機器人與法蘭克》。2015年，他推出改編自約翰·葛林2008年同名小說的《紙上城市》，並導演了2025年漫威影業超級英雄電影《雷霆特攻隊*》。

## 早年生活
史崔爾生於加利福尼亞州柏克萊，曾就讀於紐約大學帝勢藝術學院。畢業後，他執導音樂影片，其中包括為Francis and the Lights樂隊執導的音樂影片，Francis and the Lights樂隊是一位表演者/詞曲作者，史崔爾還與該樂隊合作演奏了幾年鍵盤。他也執導過絕對伏特加和威訊通訊等產品的廣告。他與大學時期的好友共同創立了電影團體韋弗利電影，並持續合作進行電視與網路的電影計畫。

## 職業生涯
2006年，史崔爾簽約了一家廣告和電影製作公司Park Pictures，並參與了多個廣告活動和廣告的拍攝；他的作品備受關注，並出現在《Creativity》雜誌和其他廣告行業雜誌的「最佳新導演」名單中。2012年，他推出了自己的第一部長片《機器人與法蘭克》，改編自他在帝勢藝術學院的同學兼好友克里斯多夫·福特（Christopher Ford）的劇本。本片在日舞影展榮獲阿爾弗雷德·P·斯隆獎最佳故事片獎 (以科學或技術為主題)，與克什米爾電影《Valley of Saints》並列冠軍。《機器人與法蘭克》為史崔爾的首部長片導演作品贏得好評。《洛杉磯時報》影評人肯尼斯·圖蘭（Kenneth Turan）稱其為「對於首次執導的作品來說格外精緻」，而《滾石》則給予了四星中的三星評價。他還導演了約翰·葛林小說改編的電影《紙上城市》，該片於2015年7月24日上映。
2021年，經常合作的饒舌者錢斯發表了《Magnificent Coloring World》，這是一部由史崔爾於2016年執導的特別表演片段製作而成的演唱會影片。與AMC電影院和Park Pictures簽訂了該影片的國際發行協議，這也是首次有個人唱片藝人透過AMC獨家發行影片。
2022年6月，史崔爾受聘執導漫威影業超級英雄漫威電影宇宙電影《雷霆特攻隊*》。該片在表演、導演、配樂和主題方面獲得高度好評，與和一起被頻繁譽為以來最好的漫威電影宇宙電影之一。
2025年，在《雷霆特攻隊*》上映一周後，史崔爾成為漫威影業執導X戰警電影的首選。

## 影視作品

### 電影
導演
- 《機器人與法蘭克（英语：Robot & Frank）》（2012年）
- 《紙上城市》（2015年）
- 《雷霆特攻隊*》（2025年）

助理製片人
- 《自然選擇（英语：Natural Selection (2011 film)）》（2011年）
- 《Magic Valley（英语：Magic Valley (film)）》（2011年）
- 《First Winter》（2012年）

音樂會影片
- 《Chance the Rapper's Magnificent Coloring World（英语：Magnificent Coloring World Tour）》（2021年）

### 電視
| 年份      | 標題                        | 備註                                                       |
| --------- | --------------------------- | ---------------------------------------------------------- |
| 2013      | 《阿爾法屋》                | 集數：「Tiggers」                                          |
| 2016      | 《無恥之徒》                | 集數：「NSFW」                                             |
| 2017–2018 | 《含笑上台》                | 集數：「The Return」「The Mattresses」                     |
| 2018–2019 | 《49號旅社》                | 6集                                                        |
| 2018–2020 | 《酸黃瓜先生的人生笑話》    | 6集                                                        |
| 2021      | 《說唱王戴夫》              | 集數：「International Gander」                             |
| 2021      | 《Brand New Cherry Flavor》 | 集數：「Milk Bath」「Egg」                                 |
| 2021      | 《人性本善》                | 集數：「Butt Plug」                                        |
| 2022      | 《女<性>雜誌》              | 集數：「An exciting new chapter in the annals of erotica」 |
| 2023      | 《》                        | 6集 兼執行製作人                                           |
| 2024      | 《星際大戰：骨幹小隊》      | 集數：「You Have a Lot to Learn About Pirates」            |

## 外部連結
- 傑克·史崔爾在互联网电影资料库（IMDb）上的資料（英文）